# Rolnictwo żarowe
Rolnictwo żarowe – rolnictwo polegające na wycinaniu i paleniu lasów. Bezpośrednio po spaleniu szaty roślinnej plony są obfite, ponieważ popioły dostarczają roślinom dużo składników odżywczych, ale po kilku latach gleba jałowieje i teren zostaje porzucony.